# László-Bakk Anikó
László-Bakk Anikó (Székelyudvarhely, 1944. január 28. –) erdélyi magyar zenei szakíró, zene- és táncpedagógus, rendezvényszervező. Bakk Elek leánya, László F. Csaba (1941) felesége.

## Élete és munkássága
Középfokú tanulmányait a segesvári Német Líceumban (1960-63) és a marosvásárhelyi Zenei Középiskolában (1963-69) végezte, a kolozsvári G. Dima Zenekonzervatóriumban zenetanári oklevelet szerzett (1969). Pályáját korrepetitorként a kolozsvári Balettiskolában kezdte (1970-74), majd a zongora mellékszak tanára ugyanitt a Művészeti Líceum balett-tagozatán. A Román rádió magyar adásában szerkesztette a Bújj, bújj, zöldág c. zenés gyermeksorozatot (1974-84), egy ideig a Kolozsvári Szabadegyetem zeneszemináriumát vezette (1982-85).
Első írását az Utunk közölte (1967). Zenemeséi a Napsugár, zeneírásai az Igazság, Dolgozó Nő, Művelődés, Ifjúmunkás, A Hét, Új Élet hasábjain jelentek meg. Az Utunk Kodályhoz emlékkönyvben (1984) Kodály nyomában – csigafogaton c. tanulmánnyal szerepelt.
Az 1990-es években reneszánsz és barokk régi zenével is foglalkozott, a zenei és táncélettel kapcsolatos írásait a Szabadság is publikálta.
1993-ban megalapította László-Bakk Anikó az Amaryllis reneszánsz zene- és táncegyüttest Kolozsvárt. 2000 novemberben már a Régizene Krakkója című XXV. nemzetközi fesztivál vendégei közt voltak, s sikeresen szerepeltek. 2001 febr. 17-én Kolozsváron a Mátyás-ház nagytermében kilencedik alkalommal kezdődött meg a Mátyás király emlékére szervezett rendezvénysorozat, a rendezvények fő szervezője László-Bakk Anikó. A multikulturalizmus jegyében minden évben három nyelven (románul, németül, magyarul) zajlanak a Mátyás napok.

## Önálló kötetei
- Erdő mélyén, esti csendben (kánongyűjtemény, 1974)
- Egyedem-begyedem (mondókák, gyermekjátékok, 1981)
- Zenebona palota (zenei olvasókönyv gyermekeknek, a szerző rajzaival, 1988)
- Csimbum és a hangmanók; kitalálta László Bakk Anikó, megrajzolta Szabó Zelmira, befejezik a gyerekek; Kriterion, Bucureşti–Cluj, 2001